# Fuernrohria setifolia
Fuernrohria es un género monotípico de plantas perteneciente a la familia Apiaceae. Su única especie: Fuernrohria setifolia K.Koch, es originaria de Irán.  

## Propiedades
De la planta se obtiene un aceite esencial.

## Taxonomía
Fuernrohria setifolia fue descrita por Karl Heinrich Emil Koch  y publicado en Linnaea 16: 356, en el año 1842.